# اوست‌استلینگ‌ورف
اوست‌استلینگ‌ورف (به هلندی: Ooststellingwerf) یک منطقهٔ مسکونی در هلند است که در فریسلاند واقع شده‌است. اوست‌استلینگ‌ورف ۷ متر بالاتر از سطح دریا واقع شده‌است.